# قائمة زملاء الجمعية الملكية المنتخبين في 1933
هذه الصفحة تعرض قائمة زملاء الجمعية الملكية المُنتخبين لعام 1933.None

## الزملاء
- آرثر مانيرينغ تيندال
- جوردون هولمز
- Edward James Salisbury [الإنجليزية]‏
- Joseph Wedderburn [الإنجليزية]‏
- Alan Sterling Parkes [الإنجليزية]‏
- Arthur Thomas Doodson [الإنجليزية]‏